# Forbryderkongens Datter
Forbryderkongens Datter er en dansk stumfilm fra 1917, der er instrueret af Robert Schyberg efter manuskript af Poul Knudsen.

## Handling
Denne artikel mangler et handlingsreferat. Hjælp os med at skrive det.

## Medvirkende
- Agnes Andersen - Michella
- Frederik Jacobsen - Lord Thomas Highburn
- Hugo Bruun - Cecil Highburn, Thomas' nevø
- Knud Rassow - Sorte Jack
- Betzy Kofoed